# Mankolieferung
Eine Mankolieferung bedeutet im deutschen Kaufrecht die Lieferung einer geringeren Menge als zwischen den Vertragsparteien im Kaufvertrag vereinbart.
Es handelt sich um einen Mangel, weil die Liefermenge nicht der vertraglich vereinbarten Menge entspricht. In Deutschland ist seit Januar 2022 die Mankolieferung ein Sachmangel (§ 434 Abs. 2 S. 1 i. V. m. S. 2 BGB).
Zu unterscheiden ist die Mankolieferung von der Teillieferung nach den § 266, § 281 Abs. 1 Satz 2 BGB. Diese wird oftmals auch „offene Mankolieferung“ genannt. Bei dieser ist dem Schuldner und dem Gläubiger bewusst, dass nur ein Teil der geschuldeten Menge geliefert wird, während bei der (verdeckten) Mankolieferung geleistet wird, um die Verpflichtung aus § 433 Abs. 1 BGB vollständig zu erfüllen.